# Weisweil
Weisweil è un comune tedesco di 2 153 abitanti, situato nel land del Baden-Württemberg.